# Féréba Koné
Féréba Koné (* 2. Juli 1990 in Hamburg, Deutschland) ist eine deutsche Schauspielerin.

## Leben
Féréba Koné hat vor ihrer Fernsehkarriere die Rolle der Young Nala im Musical Der König der Löwen  gespielt. Ihre erste größere Rolle war die der Rose Reimers in Die Kinder vom Alstertal. Von September 2009 bis Mai 2012 war sie in der NICK-Dailysoap Das Haus Anubis in der Rolle der Mara Minkmar zu sehen. 2012 verkörperte sie in dem Kinofilm der Serie Das Haus Anubis – Pfad der 7 Sünden ebenfalls die Hauptrolle der Mara Minkmar. Seit April 2022 verkörpert sie bei Alles was zählt die Rolle Imani Okana.

## Filmografie
- 2001–2003: Die Kinder vom Alstertal[1]
- 2004: Die Rettungsflieger (Folge: Rabenväter)
- 2005: Bella Block (Folge: Die Frau des Teppichlegers)
- 2008: Einsatz in Hamburg (Folge: Tödliches Spiel)
- 2009–2012: Das Haus Anubis (Folge 1–364)
- 2010–2011: Das Haus Anubis rockt NICK Talent
- 2012: Das Haus Anubis – Pfad der 7 Sünden
- 2018: Tinder (Werbespot)[1]
- 2021: Kleiderkreisel/Vinted (Werbespot)[2]
- 2022: Hype (TV-Serie)[3]
- seit 2022: Alles was zählt